# 贝尔特奈
贝尔特奈（法語：Berthenay，法語發音：[bɛʁtənɛ] ⓘ）是法国安德尔-卢瓦尔省的一个市镇，位于该省西部，卢瓦尔河左岸，距离省会图尔市区西南约13公里，属于图尔区和图尔-卢瓦尔河谷都会区。该市镇的总面积为7.24平方公里，海拔在37至45米之间，2022年1月1日时的人口为699人。

## 地理
贝尔特奈（47°21'47"N, 0°31'27"E）面积7.24 平方千米，位于法国中央-卢瓦尔河谷大区安德尔-卢瓦尔省，该省份为法国中西部省份，北起萨尔特省、东北接卢瓦-谢尔省，东南接安德尔省，南至维埃纳省，西临曼恩-卢瓦尔省。
与贝尔特奈接壤的市镇（或旧市镇、城区）包括：桑马尔拉皮勒、吕讷、圣艾蒂安德希尼、圣热努、萨沃尼耶尔、维朗德里。
贝尔特奈的时区为UTC+01:00、UTC+02:00（夏令时）。

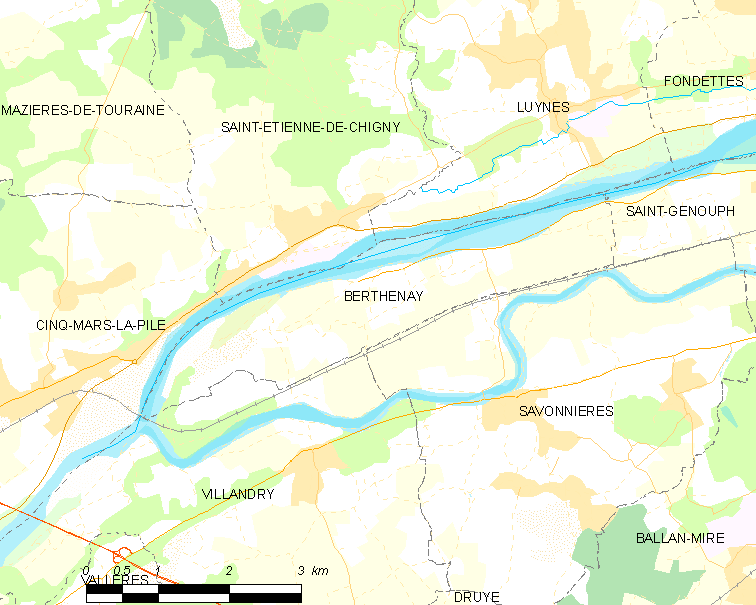
贝尔特奈的OSM定位图

## 行政
贝尔特奈的邮政编码为37510，INSEE市镇编码为37025。

## 政治
贝尔特奈所属的省级选区为巴朗-米雷县。

## 交通
安德尔-卢瓦尔省省道D88线沿卢瓦尔河左岸经过贝尔特奈，与省道D288线交汇。
萨沃尼耶尔站停靠往返于图尔和索米尔之间的区域列车。

## 人口

1962-2008年间贝尔特奈人口变化图示

贝尔特奈于2022年1月1日时的人口数量为699人。